# جونينيو (لاعب كرة قدم مواليد 1977)
كارلوس ألبرتو كارفاليو دوس أنغوس جونيور (بالبرتغالية: Carlos Alberto Carvalho dos Anjos Junior‏) (مواليد 15 سبتمبر 1977)، هو لاعب كرة قدم سابق كان يلعب كمهاجم.

## وصلات خارجية
- كارلوس ألبرتو كارفاليو دوس أنغوس جونيور على موقع رابطة كرة القدم اليابانية للمحترفين (اليابانية)
- كارلوس ألبرتو كارفاليو دوس أنغوس جونيور على موقع قاعدة بيانات كرة القدم.إي يو (الإنجليزية)
- كارلوس ألبرتو كارفاليو دوس أنغوس جونيور على موقع Soccerway.com (الإنجليزية)
- كارلوس ألبرتو كارفاليو دوس أنغوس جونيور على موقع عالم كرة القدم.نت (الإنجليزية)